# Rhaphidium spirochroma
Rhaphidium, monotipski rod zelenih algi jedini u porodici Ankistrodesmaceae, dio reda Sphaeropleales. Jedina vrsta je slatkovodna alga R. spirochroma čija su poznata staništa Nizozemska i Slovačka.